# Россияне
Россия́не (ед. ч. россия́нин, россия́нка), российский народ, российская нация — политоним, историческая и социально-политическая общность, политическая, или гражданская нация, сообщество граждан Российской Федерации различной этнической, религиозной, социальной и иной принадлежности, которая консолидировалась на основе исторической российской государственности; внеэтническое сообщество, основанное на культуре, созданной при взаимодействии всех народов России.
Имеют комплексный этнический, языковой и религиозный состав. Включают более 190 этнических общностей, из них большинство составляют русские; говорят на более чем 150 языках; большинство россиян владеют русским языком; большинство считают себя православными; распространены также ислам, буддизм, иудаизм и другие религии.
В отношении общности используется термин «многонациональный народ» (в частности, в Конституции России). Согласно Конституции России государствообразующим народом России являются русские.
Термин появился в XVI веке как общерусский (общевосточнославянский) этноним, с этого времени существенно изменив своё значения. Своё современное значение в русском языке он получил в 1990-е годы. По аналогии, на территории ряда новых независимых государств распространились похожие по смысловому наполнению политонимы: кыргызстанцы, казахстанцы, узбекистанцы, латвийцы, эстоноземельцы и другие. В польском и украинском языках аналоги термина «россияне» имеют как государственное, так и этническое значение применительно к русскому народу.

## Термин
Форма «россияне», образованная от «России» — греко-византийского названия Руси, впервые встречается в текстах Максима Грека в 1524 году и Симеона Полоцкого в середине XVII века. Долгое время эта форма ограничивалась церковно-книжной сферой. Начиная с 1580-х годов, её актуализация имела место прежде всего у галицко-русских православных мещан и в среде Львовского Успенского братства.

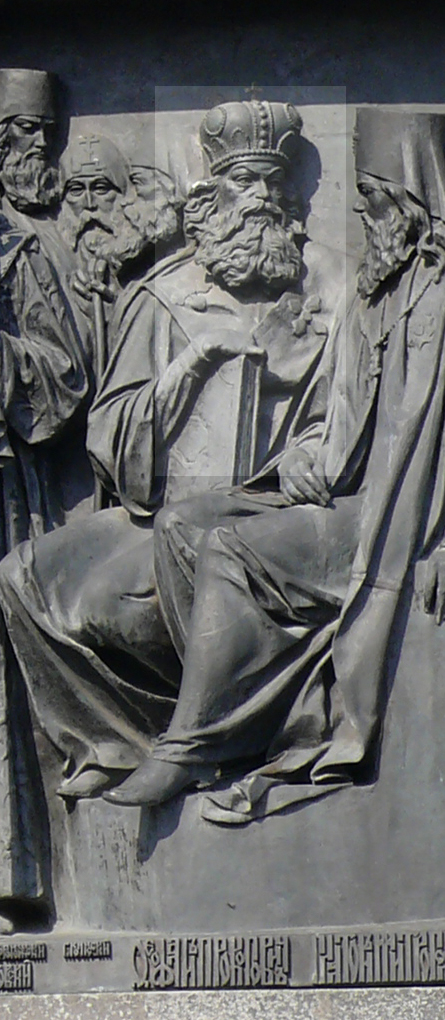
Феофан Прокопович на памятнике «Тысячелетие России»

С начала XVIII века слово читается в проповедях митрополита Стефана (Яворского) и архиепископа Феофана (Прокоповича) в качестве обращения ко всем жителям России. В 1760-е годы Михаил Ломоносов противопоставлял «природных россиян» и чужестранцев. В 1770-е — 1790-е годы это название получило широкое распространение в литературных и публицистических произведениях таких авторов, как Д. И. Фонвизин, А. Н. Радищев, Н. И. Новиков, И. И. Челищев, А. Т. Болотов. Николай Карамзин в своей «Истории государства Российского» (1816—1829) ретроспективно экстраполировал слово «россияне» на историческую общность подданных Русского государства с самого начала его истории. Например, он писал: «В договоре Олега с греками упоминается ещё о Волосе, которого именем и Перуновым клялись россияне в верности». Во второй половине XIX века слово обозначало гражданскую общность — чаще всего применяясь в отношении русских граждан за границей; например, так оно трактовалось А. С. Сувориным — и реже — как аналог слова «русские»: так, Николай Костомаров использовал понятие «велико-россияне».
Термин «россияне» сохранялся лишь как торжественная, возвышенная, поэтическая форма (к примеру, «О, громкий век военных споров, свидетель славы россиян» у Александра Пушкина). В конце XIX века словарь Брокгауза и Ефрона писал, что форма «россияне» — искусственная и высокопарная, отживающая себя. Ещё в XIX веке не существовало единой трактовки самого понятия «русскости» (русские), которое могло означать и культурную, и этническую, и протонациональную идентичность. Соответственно неопределёнными оставались и ментальные границы русской национальной территории. В понятие русской нации могли включаться: 1) все подданные Российской империи; 2) члены привилегированных сословий; 3) русские-православные (великорусы); 4) все восточные славяне.
С 1920-х по 1980-е годах в Советского Союзе слово почти вышло из употребления. Его аналогом стало созданное в 1930-е годы на основе идеологии советского патриотизма понятие советский народ, рассматриваемый в качестве «нового типа исторической общности». Российская идентичность отчасти сохранялась в среде русской эмиграции. Понятие «россияне» использовано в работах таких представителей русской эмиграции, как Г. М. Семёнов, В. В. Шульгин, М. В. Розанова. В 1929 году его употребил председатель Русского общевоинского союза генерал Александр Кутепов: «Все народы, населяющие Россию, независимо от их национальности, прежде всего — россияне. Я верю, что освобожденная и возрожденная Россия будет именно — Россия для россиян!».
В значении «граждане Российской Федерации» политоним распространился в начале 1990-х годов. В частности, обращение «Дорогие россияне!» использовал в своих выступлениях президент России Борис Ельцин с целью нейтрализации этнических характеристик и стереотипов.
В настоящее время этим термином обозначают граждан России вне зависимости от этнической принадлежности. По мнению некоторых лингвистов, слово носит в себе оттенок политкорректности. С 1992 года термин «россияне» часто используется в официальных документах для обозначения граждан России.
В XXI веке в повседневной речи и в лексиконе ряда политиков понятия «россияне» и «русские» обычно противопоставляются друг другу. Слово «россияне» относится к политической нации, слово «русские» связывается с примордиалистским, этническим пониманием нации, приверженностью традиционным ценностям. В то же время с точки зрения буквы закона и науки русские и россияне рассматриваются как две формы идентичности многонационального российского народа: русские — по принадлежности к этнической общности, россияне — по страновой, гражданско-правовой принадлежности.

## Идентичность
Согласно историку Андреасу Каппелеру, некоторые авторы считают, что началом истории России в качестве многонациональной державы является 1552 год — взятие Иваном Грозным Казани, поскольку впервые под русским господством оказалась ранее самостоятельная государственная структура, обладающая собственной исторической традицией, легитимной правящей династией и общественной элитой, которая была иноязычной и принадлежала к другой мировой религии и высокой культуре.
Указы Петра I в близком к понятию «нация» значении использовали термин «регулярный народ» — народ, имеющий государственность и регулярную армию. Воинский устав 1716 года «славным и регулярным народом» называл шведов и противопоставлял регулярным народам «варваров». Пётр хотел сделать россиян «регулярным народом» — политической нацией по типу европейских. Начиная с 1990-х годов в России и других постсоветских странах утвердилось понимание нации в качестве гражданско-политической общности, которая образует суверенное государство.
Сама идея нации появилась в России в конце XVIII века в качестве одного из признаков ожидания революционных перемен, в первую очередь, введения конституционного порядка и ограничения самодержавия. В конце XIX века идея нации в России трансформировалась в идеологию, направленную на охрану самодержавия и имперского устройства. С этого периода под русским национализмом в России понимались организационно оформленные группы, продвигавшие идеи национального эгоизма, великодержавного шовинизма и ксенофобии.
Одними из основных особенностей российского государства в течение его истории, включая и советский период, были положение «имперообразующего» этноса, — русские не обладали преимущественными правами перед другими народами государства, — а также национальная и религиозная терпимость, которая сложилась в том числе благодаря политике правительства. Длительная история совместного проживания в пределах одной страны большого количества народов, а также цивилизаторская функция русских стали основой развития формирования российского народа как гражданской нации.
Ряд экспертов, политиков и общественных деятелей отрицают понимание жителей России как социально-политической и историко-культурной целостности в форме гражданской нации. Однако опросы населения показывают, что российская идентичность («мы — россияне») стала основной формой коллективной идентичности граждан России, которая основана на общности исторической памяти и культуры. Под российской гражданской нации понимается общегражданская идентичность исповедующих верность гражданской религии, основу которой составляет лояльность принципам, изложенным в Конституции страны.
В течение своей истории русские не ощущали себя народом, готовым и стремящимся насильственно ассимилировать другие народы. У этнических русских государственная идентичность устойчиво преобладает над национальной в любом понимании последней. Такое соотношение идентичностей показывают этносоциологические исследования 1980-х, 1990-х и 2000-х годов, проведённые коллективами этносоциологов под руководством Ю. В. Арутюняна и Л. М. Дробижевой.
В 1991—1993 годах в условиях «парада суверенитетов» наблюдался рост этнического самосознания и этнического традиционализма уже в Российской Федерации. Но и в этих условиях самоидентификация русских изменилась несущественно: более 80 % опрошенных показали этнический нигилизм и безразличие. В 1994—1996 годах этнические конфликты и этнический сепаратизм стимулировали рост русского этнического самосознания. Но и в этот период явно выраженную этническую идентичность проявляли не более четверти русских респондентов. Рост русского этнического самосознания в значительной мере являлся ответом на предшествовавшие соответствующие процессы у этнических меньшинств России. По этой причине к концу 1990-х годов, в период спада этнополитической активности для большинства российских этнических групп, у этнических русских вернулось преобладание государственно-территориального самосознания. Так, в 1999 году 79 % принявших участие в опросе русских самоидентифицировались как граждане России, тогда как, к примеру, среди якутов такая идентификация в 1994 и 1999 годах составляла была характерна менее чем для 20 % опрошенных.
Во второй половине 2010-х годов интересы россиян переориентировались с традиционных внутренних проблем страны, включая этнические, на государственные темы. Отмечается, что этатистские ценности подавляют сложившиеся этнические стереотипы. Характерные для постсоветского периода фобии к кавказским и среднеазиатским народам несколько ослабли, но ухудшилось отношение к ряду этнических общностей, традиционно считавшихся для русских «своими» и «близкими». В 2014—2015 годах социологи Левада-Центра фиксировали наиболее низкий за последние пять лет (по состоянию на 2016 год) уровень неприязни жителей России по отношению к представителям других национальностей.
По социологическим данным на начало 2000-х годах категория «россияне» стояла на первом месте среди форм коллективной идентичности у 67 % граждан России, в 2020 — у 78,9 %.
В 2013 и 2014 годах В. А. Тишков совместно с группой экспертов провёл опрос студентов Центрального, Южного, Северо-Кавказского и Приволжского федеральных округов, который касался соотношения гражданской и этнической идентичности. Согласно опросу 2013 года, в Северо-Кавказском федеральном округе гражданскую идентичность поддерживали 51 % опрошенных, 56 % считали для себя преобладающей региональную (этническую) идентичность. В Южном федеральном округе напротив — региональная идентичность была важна для 43 % респондентов, тогда как 67 % посчитали для себя важной общероссийскую идентичность. Более высокий результат в пользу общегражданской идентичности показали результаты опроса московских студентов: 69 % против 17 % — за региональную идетичность. Для большинства северокавказских студентов государственные символы России не имели ценностного измерения, а Россия воспринималась как простое географическое понятие. Согласно опросу 2014 года, меньшее число северокавказских студентов определяли себя посредством общегражданской идентичности — 39 %, а большая часть самоопределялись через региональную и конфессиональную идентичности; 4 % высказывали солидарность с носителями русской культуры, а 22 % — солидарность с носителями традиций и обычаев, которые соблюдают они сами. В Москве солидарность с представителями тех же традиций и обычаев высказывалась 13 % респондентов. В Южном федеральном округе солидарность с представителями русской культуры выразили 19 % опрошенных. Большая часть студентов Северо-Кавказского федерального округа заявили о значимости своей этнической принадлежности — 55 %. В Приволжском федеральном округе студенты продемонстрировали преобладание общегражданской идентичности — 54 %, в меньшей степени на них оказывали влияние этническая — 28 % и конфессиональная — 18 % — идентичности.
Для молодых москвичей доминирующими являлись частные идентификации: 84 % опрошенных говорили о сопричастности семье, 73 % — друзьям, 52 % — товарищам по работе и учёбе, представителям той же профессии — 27 %. В общероссийском масштабе большинство респондентов отнесли себя к русским. Однако «русскость» понималась ими как культурная категория. К русским опрошенные отнесли тех, кто воспитывался в рамках русской культуры (38 %), а этническая принадлежность к русским была значимой для 23 % респондентов.
В 2019 году информационным агентством «Регнум» был проведён опрос, который касался представления россиян о единстве российской нации. Согласно его результатам, что 41 % опрошенных поддерживало идею, что россияне представляют собой единый народ, который вобрал в себя многие этносы, тогда как 45 % высказали сомнение в существовании единой российской нации, обращая внимание на конфликты, которые происходят между представителями разных этнических групп в пределах России.
В 2019 году в преддверии ежегодного Дня народного единства ВЦИОМ был проведён опрос о значимости этого праздника для народов России. На вопрос, имеется ли единство народов России как общероссийского народа, положительно ответила большая часть жителей маленьких городков с населением менее 100 тысяч человек — 41 %, а также жители городов, население которых составляет от 100 и 500 тысяч человек — 40 %. Напротив, жители крупных городов, имеющих население от 500 до 950 тысяч человек, а также городов-миллионников и городов Москвы и Санкт-Петербурга в основном не высказались положительно: 62, 56 и 59 % соответственно.
Экспертные опросы, проводимые с экспертами северокавказских регионов, также показывают, что в данных регионах уровень сознания общероссийского единства и связи себя с Россией не является высоким. Наиболее низким показатель является в Чечне и Ингушетии, наиболее высоким — в Республике Северная Осетия-Алания, представители которой идентифицируют себя как форпост России на Кавказе. При этом для народов Кавказа, согласно опрошенным экспертам, определяющей остаётся собственная идентичность в рамках общероссийской идентичности.
Общероссийская идентичность является наиболее значимой для жителей небольших городов России, численностью менее миллиона человек. В северокавказских и поволжских национальных республиках на первом месте остаётся их этническая и конфессиональная идентичности. Для крупных городов общероссийская как общегражданская идентичность также имеет небольшое значение. Последнее связано как с феноменом «одиночества в большом городе», так и с трансформацией крупных городов в глобальные города (Москва и Санкт-Петербург), либо с тем, что города близки к такой трансформации (города с населением более 1 млн человек). Жители этих городов воспринимают себя ближе к международным элитам, чем к гражданам своей страны. Жители небольших городов России формируют ядро гражданской нации, эта группа условно называется «глубинным народом».
В России имеется высокая доля граждан, которое положительно оценивают межнациональные отношения: 80 % граждан России не испытывают негативных чувств к представителям другой национальности.
Согласно социологическим опросам 2016 года, закреплённое в Конституции России равноправие всех народов страны не стало общепризнанной нормой. С тезисом, что все граждане России, независимо от национальности, должны иметь равные права, были согласны 64 % опрошенных россиян. Каждый третий (31 %) считал, что русские должны обладать в России большими правами, чем другие народы. Идея привилегированности русских вдвое чаще разделяли сами русские, чем опрошенные из числа других народов (34 % против 15 % в среднем). В целом 37 % граждан России выступали за то, чтобы русские в России и «коренные» народы в национальных республиках и округах обладали большими правами, чем другие.
Русские этнические националисты обычно негативно воспринимают понятие «российский», считая, что «российскость» является своего рода субститутом «советскости». По их мнению, в истории СССР происходило постоянное подавление «русскости».
В 2017 году в рамках РАН был образован Научный совет по комплексным проблемам этничности и межнациональных отношений, приступивший к решению вопроса по определению базовых категорий и понятий в области межнациональных отношений. Итогом его работы является небольшой глоссарий, содержащий в числе прочего определения понятий «народ» и «российская нация». Народ определяется как согражданство, в частности, понятие «согражданство» соотносится с понятиями «российский народ» и «россияне»; этническая общность — национальность; простое скопление людей.
По определению Научного совета РАН по комплексным проблемам этничности и межнациональных отношений:

Российская нация — гражданско-политическая общность, консолидированная на основе исторической российской государственности, члены которой обладают равными правами независимо от этнической, расовой и религиозной принадлежности, общими историко-культурными ценностями, чувством принадлежности к единому народу, гражданской ответственностью и солидарностью.
Многонациональный народ Российской Федерации — общность граждан Российской Федерации различных национальностей, объединённых государственным единством, общими интересами и историко-культурными ценностями и осознающих свою принадлежность к общности российской нации.

## Культура
Культура сформировалась при взаимодействии всех народов России. Основу современной культуры общности составляет культура русского народа. Русский народ, являясь наиболее многочисленным в России, внёс в её формирование наибольший вклад, что не принижает вклада в российскую культуру других народов.
Русская культура в целом является восприимчивой и инклюзивной, приняв в себя элементы культур народов, с которыми русские проживали по соседству в течение столетий. Большое число российских политических и культурных деятелей были представителями других этносов или имели в своём роду таковых. В советский и постсоветский период в русскую и российскую культуру также вошло большое число иноэтнических авторов. Инклюзивность русской культуры включает также её способность развивать культуры других народов и наполнять их новыми смыслами.